# Becca Balint
Rebecca A. Balint, detta Becca (Heidelberg, 4 maggio 1968), è una politica statunitense, membro della Camera dei Rappresentanti per lo stato del Vermont dal 2023.

## Biografia
Becca Balint nacque in un ospedale militare nell'allora Germania Ovest, dove suo padre era di stanza come soldato dell'esercito. Suo nonno paterno era morto durante l'Olocausto e suo padre Peter, che era un ebreo ungherese, era emigrato negli Stati Uniti nel 1957.
Becca studiò allo Smith College, all'Università di Harvard e all'Università del Massachusetts a Amherst. Dopo aver fatto coming out identificandosi come lesbica, si trasferì nel Vermont, dove conobbe l'avvocatessa Elizabeth Wohl, che divenne dapprima la sua compagna e successivamente sua moglie quando lo stato riconobbe formalmente il matrimonio tra persone dello stesso sesso. Le due donne divennero madri di due bambini e decisero di comune accordo che Becca avrebbe lasciato il proprio lavoro da insegnante per dedicarsi all'attività di casalinga e mamma a tempo pieno.
Entrata in politica con il Partito Democratico, nel 2014 si candidò alle primarie per un seggio al Senato del Vermont, la camera alta della legislatura statale. La sua campagna elettorale ottenne il maggior numero di donazioni economiche rispetto a tutti i candidati, vantando tra gli altri anche l'appoggio dell'attrice Jane Lynch e alla fine Becca Balint risultò eletta. Fu riconfermata anche nel 2016, nel 2018 e nel 2020. I colleghi democratici la elessero all'unanimità come leader di maggioranza dell'assemblea nel 2017 e nel 2020 la indicarono come Presidente pro tempore del Senato del Vermont.
Nel 2021, quando il senatore di lungo corso Patrick Leahy annunciò la propria intenzione di ritirarsi a vita privata, l'allora deputato Peter Welch si candidò per il seggio. Becca Balint annunciò quindi la propria intenzione di candidarsi per il seggio della Camera dei Rappresentanti lasciato da Welch, l'unico che lo stato del Vermont esprime in seno al Congresso. Nelle prime 24 ore dall'avvio della campagna elettorale, raccolse la cifra di 125.000 dollari. Dichiarò di voler seguire l'esempio di Bernie Sanders nel rifiutare donazioni dirette da parte dei PAC. Tra le altre, la sua campagna ricevette donazioni da parte di Sam Bankman-Fried. Al termine delle primarie, risultò vincitrice sconfiggendo, tra gli avversari, anche la vicegovernatrice in carica Molly Gray. Nelle elezioni generali di novembre Becca Balint superò l'avversario repubblicano con un margine di scarto di quasi centomila voti e divenne così la prima donna mai eletta al Congresso nella storia del Vermont: tale stato, infatti, era rimasto l'unico a non essere mai stato rappresentato da una donna né alla Camera né al Senato. Oltre ad essere la prima donna, fu anche la prima persona dichiaratamente omosessuale eletta dallo stato.
Politicamente, Becca Balint si configura come una democratica liberale e progressista: accanita sostenitrice dei diritti LGBT, ha sostenuto leggi volte a proibire l'impiego delle terapie di conversione e l'utilizzo della strategia della difesa da panico gay.